# Die Elenden sollen essen, BWV 75

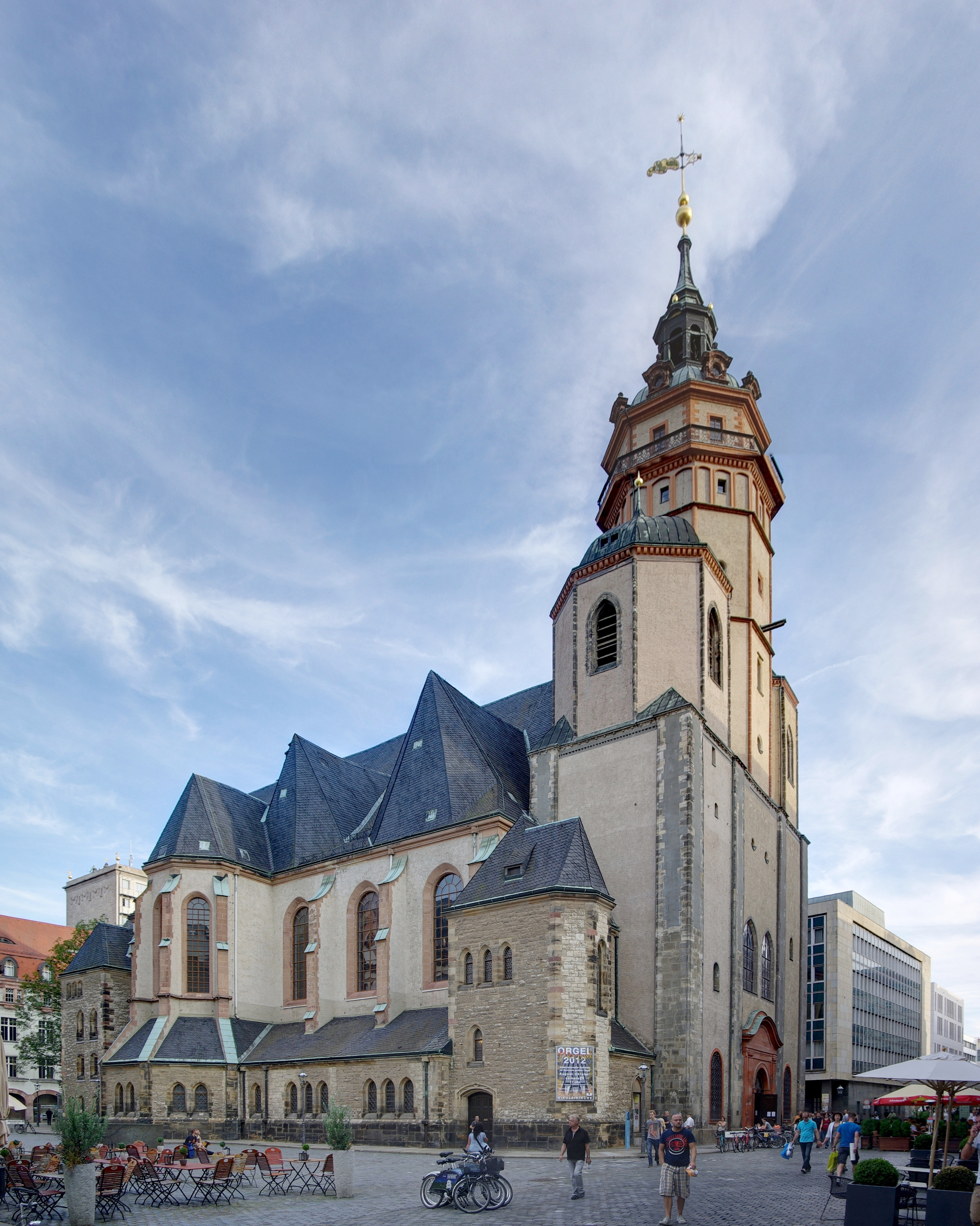
Església de Leipzig on es va estrenar l'obra.

Die Elenden sollen essen, BWV 75 (Els pobres menjaran), és una cantata religiosa de Johann Sebastian Bach per al primer diumenge després de la Trinitat, estrenada a Leipzig, el 30 de maig de 1723.

## Origen i context
D'autor desconegut inclou en el primer número el versicle 27 del salm 22 i la cinquena i primera estrofes de l'himne Was Gott tut, das ist wohlgetan de Samuel Rodigast (1674), en el coral que tanca les dues parts, els números 7 i 14, respectivament.
L'epístola del dia, és un passatge de la Primera carta de Joan (4, 16-21) que proclama a Déu com a amor, mentre que l'evangeli (Lluc 16, 19-31), narra la paràbola de  l'home ric i el pobre Llàtzer; ambdues lectures són presents en el llibret, que s'ha especulat pugui ser del mateix Bach.
És la primera cantata composta a Leipzig, on Bach hi havia arribat una setmana abans, i, per tant, la seva presentació a la ciutat. Fou interpretada a l'església de Sant Nicolau i tot indica que tingué èxit de crítica i públic. La magnitud de l'obra, és una de les quinze cantates conservades de dues parts, mostra que Bach volia quedar bé amb els seus nous superiors i amb els fidels. Per a aquest diumenge es conserven, a més, la BWV 20 i la BWV 39.

## Anàlisi
Obra escrita per a soprano, contralt, tenor, baix i cor; trompeta aguda, dos oboès, oboè d'amor,corda i baix continu amb fagot. Consta de catorze números dividits en dues parts, amb la mateixa estructura, llevat que el cor inicial de la primera part és substituït per una simfonia a la segona.
Primera part
1. Cor: Die Elenden sollen essen, dass sie satt werden (Els pobres menjaran, seran assaciats)
2. Recitatiu (baix): Was hilft des Purpurs Majestät (De què serveix la porpra reial)
3. Ària (tenor): Mein Jesus soll mein alles sein! (Que el meu Jesús ho sigui tot per mi!)
4. Recitatiu (tenor): Gott stürzet und erhöhet (Déu aterra i exalça)
5. Ària (soprano): Ich nehme mein Leiden mit Freuden auf mich (Accepto els meu acorament de grat)
6. Recitatiu (soprano): Indes schenkt Gott ein gut Gewissen (Entretant Déu ens dona una bona consciència)
7. Coral: “Was Gott tut, das ist wohlgetan” (Tot el que Déu fa, està ben fet)

Segona part
1. Simfonia
2. Recitatiu (contralt): Nur eines kränkt (Només hi ha una cosa)
3. Ària (contralt): Jesus macht mich geistlich reich (Jesús m’enriqueix l'esperit)
4. Recitatiu (baix): Wer nur in Jesu bleibt (El qui sols reposa en Jesús)
5. Ària (baix): Mein Herze glaubt und liebt (El meu cor estima i creu)
6. Recitatiu (tenor): O Armut, der kein Reichtum gleicht!  (O pobresa, cap riquesa val tant com tu!)
7. Coral: Was Gott tut, das ist wohlgetan (Tot el que Déu fa, està ben fet)

El cor inicial s'estructura segons el binomi preludi i fuga, els compassos inicials recorden una obertura a la francesa i el cor parafraseja la melodia de l'himne indicat; és la primera vegada que Bach fa una organització d'aquest tipus en una cantata.
El primer recitatiu de baix, número 2, va acompanyat de tota la corda, i a l'ària posterior, de tenor, s'hi incorpora un oboè, tot plegat amb un aire de polonesa.
Els números 4 i 6 són dos recitatius de tenor i soprano, sense gaires aspectes a destacar, que emmarquen una ària de soprano, amb oboè i continu, que té un caràcter de minuet. El coral tanca la primera part, que deixa pas al sermó, amb una reflexió general sobre les idees de la cantata “Tot el que Déu fa, està ben fet”.
En la simfonia instrumental que comença la segona part la trompeta canta una a una les frases del coral que tanca les dues parts de la cantata. A continuació un recitatiu i un ària, ambdós de contralt, el primer sustentat per notes llargues de la corda i la segona pels violins a l'uníson amb un aire de Passepied.
A la part final, l'ària de baix del número 12, situada entre dos recitatius, la corda i el continu dialoguen amb el baix i la trompeta, tot articulat com en una obertura a la francesa. El coral, amb la mateixa versió que el de la primera part, però ara amb l'última estrofa, clou la cantata que té una durada d'uns quaranta minuts.

## Discografia seleccionada
- J.S. Bach: Das Kantatenwerk. Sacred Cantatas Vol. 4. Gustav Leonhardt, Knabenchor Hannover (Heinz Hennig, director), Collegium Vocale Gent (Philippe Herreweghe, director), Leonhardt-Consort, Markus Klein (soprano del cor), Paul Esswood, Adalbert Kraus, Max van Egmond. (Teldec), 1994.
- J.S. Bach: The complete live recordings from the Bach Cantata Pilgrimage. CD 27: St Giles' Cripplegate, Londres; 25 i 26 de juny de 2000. John Eliot Gardiner, Monteverdi Choir, English Baroque Soloists, Gillian Keith, Wilke te Brummelstroete, Paul Agnew, Dietrich Henschel. (Soli Deo Gloria), 2013.
- J.S. Bach: Complete Cantatas Vol. 6. Ton Koopman, Amsterdam Baroque Orchestra & Choir, Ruth Ziesak, Elisabeth von Magnus, Paul Agnew, Klaus Mertens. (Challenge Classics), 2003.
- J.S. Bach: Cantatas Vol. 8. Masaaki Suzuki, Bach Collegium Japan, Midori Suzuki, Yoshizaku Mera, Gerd Türk, Peter Kooij. (BIS), 1998.
- J.S. Bach: Church Cantatas Vol. 24. Helmuth Rilling, Gächinger Kantorei, Bach-Collegium Stuttgart, Ingeborg Reichelt, Julia Hamari, Adalbert Kraus, Hanns-Friedrich Kunz. (Hänssler), 1999.